# Dario Parisini
Dario Parisini (Bentivoglio, 1º dicembre 1966 – Bologna, 9 giugno 2022) è stato un musicista, chitarrista e attore italiano.

## Biografia

### Carriera cinematografica e televisiva
Nel 1984 iniziò la sua carriera di attore interpretando prima il ruolo del giovanissimo conte Giuseppe Pallavicino, amico dell'allora quattordicenne Wolfgang Amadeus Mozart, nel semifantasioso Noi tre, e poi quello dello studente in Impiegati, film diretti entrambi da Pupi Avati. Sempre con lo stesso regista, ebbe una parte nel 1985 nel film Festa di laurea.
Nel 1986 fu coprotagonista nel film Una domenica sì per la regia di Cesare Bastelli. Nel 1987 interpretò il ruolo di Antonio nel film Il grande Blek di Giuseppe Piccioni, e nel 1988 quello di un chitarrista del Seicento nel film La sposa di San Paolo di Gabriella Rosaleva: ancora nel 1988 fu il pluriomicida bisessuale di Pathos - Segreta inquietudine. Infine interpretò la parte di un giovane killer nella fiction La piovra 6 - L'ultimo segreto nel 1992.

### Carriera musicale
Come musicista fu noto per aver fondato e militato nei Disciplinatha tra il 1987 e il 1997, e nei Massimo Volume nel biennio 1999-2000. Nel 1998 fondò con Valerio Zekkini e Luca Oleastri i Post Contemporary Corporation, gruppo rock industrial con influenze elettroniche.
Nel 2002, con Teho Teardo, Massimo Carozzi ed Emidio Clementi, partecipò al progetto estemporaneo El Muniria, dal quale è nato Stanza 218, album registrato in una stanza d'albergo a Tangeri e poi ultimato a Bologna.
Nel 2017, con gli ex-compagni dei Disciplinatha Cristiano Santini e Marco Maiani, formò la band industrial/neofolk Dish-Is-Nein che ha pubblicato l'album eponimo nel gennaio 2018, con l'etichetta Contempo Records.

### Morte
Da tempo malato di cancro, Dario Parisini è morto il 9 giugno del 2022.

## Discografia

### Con i Disciplinatha

#### Album in studio
- 1994 – Un mondo nuovo
- 1996 – Primigenia

#### EP
- 1988 – Abbiamo pazientato 40 anni. Ora basta!

#### Singoli
- 1992 – Crisi di valori/Nazioni (12")

#### Raccolte
- 1995 – A-Raccolta (antologia distribuita solo con Il Maciste)

#### Cofanetti
- 2012 – Tesori della patria (cofanetto antologico comprendente tutta la discografia più Foiba, un album di inediti, remix e un dvd documentario di Alessandro Cavazza)

### Con i Post Contemporary Corporation

#### Album in studio
- 1998 – Nel tempo del buio pneumatico
- 1999 – Onnagata
- 2004 – The Ultimatum Collection
- 2006 – Gerarchia Ordine Disciplina
- 2024 – Patiottismo psichedelico

#### Singoli
- 2016 – Bob Marley era una brutta persona/Hidalgo de bragueta (7")

### Con gli El Muniria

#### Album in studio
- 2004 – Stanza 218

### Con i Dish-Is-Nein

#### Album in studio
- 2018 – Dish-Is-Nein

## Filmografia

### Cinema
- Noi tre, regia di Pupi Avati (1984)
- Impiegati, regia di Pupi Avati (1985)
- Festa di laurea, regia di Pupi Avati (1985)
- Una domenica sì, regia di Cesare Bastelli (1986)
- Pathos - Segreta inquietudine, regia di Piccio Raffanini (1987)
- Il grande Blek, regia di Giuseppe Piccioni (1987)
- Nulla ci può fermare, regia di Antonello Grimaldi (1989)
- La fine della notte, regia di Davide Ferrario (1989)
- Tarantula - La sposa di San Paolo, regia di Gabriella Rosaleva (1989)
- 8 rigenerazione, regia di Riccardo Cannone – cortometraggio (1992)
- Anime fiammeggianti, regia di Davide Ferrario (1994)

### Televisione
- Un bambino in fuga - Tre anni dopo – miniserie TV, 1 episodio (1991)
- La piovra 6 - L'ultimo segreto, regia di Luigi Perelli – miniserie TV, 6 episodi (1992)